# Csíksomlyó
Csíksomlyó (románul Șumuleu, németül Schomlenberg vagy Somlyoer-Berg) egykor önálló község, 1959 óta Csíkszereda településrésze, Romániában, Hargita megyében. A katolikus vallású székelyek híres Mária-kegyhelye, búcsújáróhelye és szellemi életének több évszázados központja. Minden pünkösdkor itt zajlik a híres csíksomlyói búcsú.

## Fekvése
A falu Csíkszereda központjától 3 km-re északkeletre, a Somlyó-patak völgyében települt.

## Története

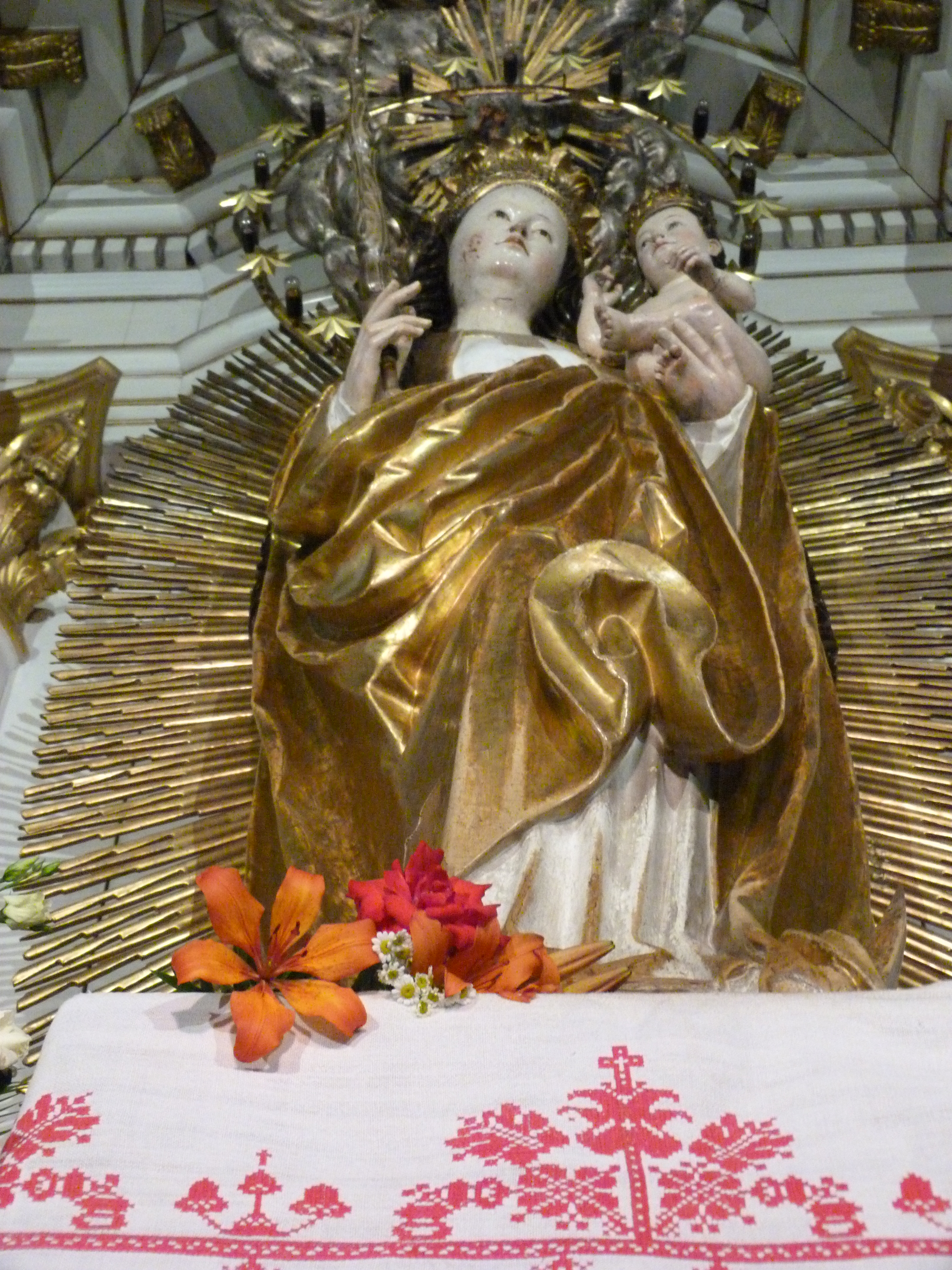
A csíksomlyói kegytemplom kegyszobra, a csíksomlyói Boldogasszony

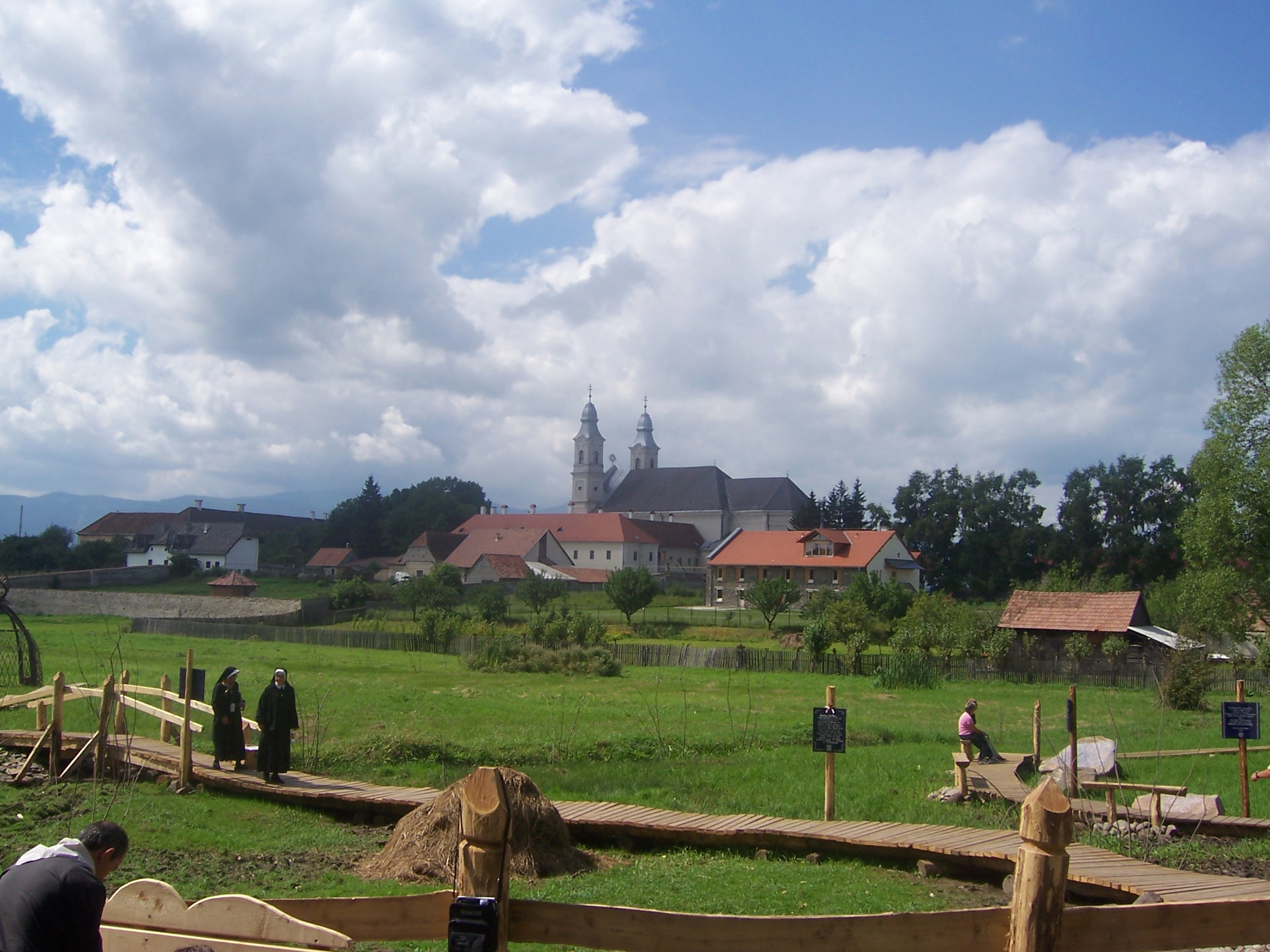
Csíksomlyó

A települést 1335-ben Sumlov néven említik először. 1352-ben már biztosan volt temploma. Az egykori Csíksomlyói gótikus templomot 1442 és 1448 között ferencesek építették a korábbi templom helyén Hunyadi János marosszentimrei győzelmének emlékére, a Sarlós Boldogasszony tiszteletére. 1530-ban és 1649-ben kápolnát építettek hozzá. 1553-ban, 1601-ben, 1661-ben, 1694-ben és 1705-ben ellenséges hadak dúlták fel. A súlyosan megrongált templomot 1802-ben le kellett bontani. A mai kegytemplomot 1802 és 1824 között építették barokk stílusban, belső berendezésének kialakítása 72 évig tartott. Madonna-szobra a 16. századi fafaragóművészet remeke, 1515 és 1520 között készülhetett, a korabeli Madonna-szobrok közül ez a legnagyobb. A templom melletti kolostorban 1630-ban már volt középfokú oktatás. A mai kolostorépületet 1773 és 1779 között emelték, könyvtára számos ősnyomtatványt őriz.
1876-ig Csík-, Gyergyó- és Kászonszék közigazgatási székhelye volt. Csíksomlyóhoz 1850-ben Várdotfalvát, 1941-ben Csobotfalvát csatolták. 1959 óta Csíkszereda északkeleti külvárosa.

## Látnivalók

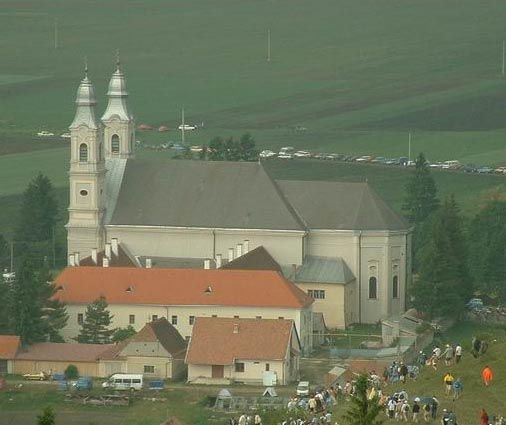
A csíksomlyói kegytemplom és rendház

- Csíksomlyói kegytemplom
- Ferences kolostor
- Nepomuki Szent János-kápolna
- Kájoni János szobor
- Domokos Pál Péter-szobor
- Csíkszék egykori székháza
- KALOT-ház
- Jakab Antal Tanulmányi Ház
- Az egykori Római Katolikus Gimnázium 1727-ben épült, a mára fennmaradt emeletes épület 1780–1782 között épült, az iskola falai közt sok híresség tanult 1911-ig, később gyermekotthon működött az épületben.
- Szent Péter és Pál-plébániatemplom (Csobotfalva)

- Csíksomlyói borvízforrás
- Csíksomlyói Barátok fürdője
- Kissomlyó-hegy
  - Jézus-hágója
  - Salvator-kápolna
  - Szenvedő Jézus-kápolna
  - Szent Antal-kápolna[2]
- Nagysomlyó-hegy

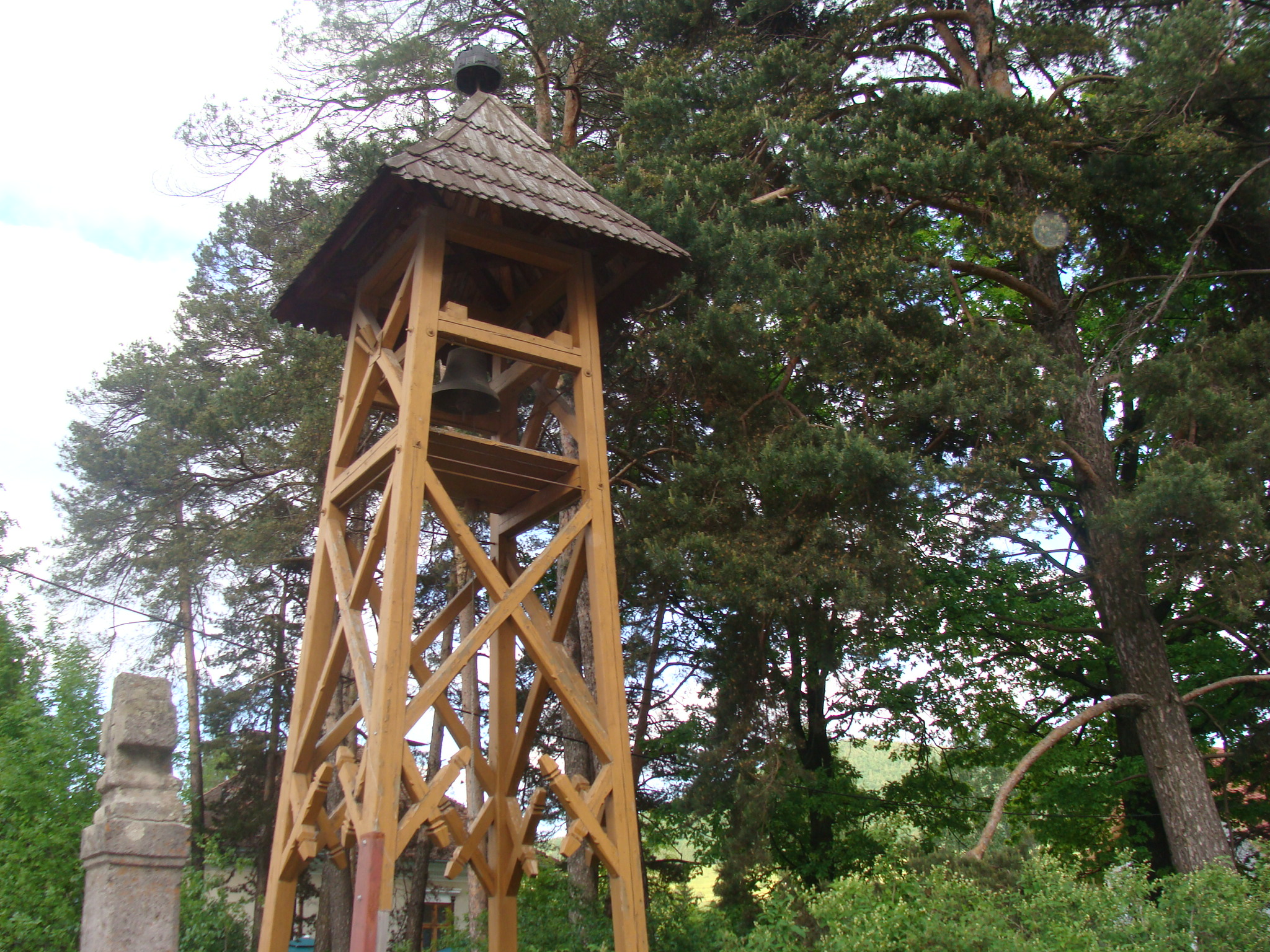
A csíksomlyói búcsújárás kezdetét jelző harangláb

- A Csíksomlyó kezdetét jelző harangláb

## Művelődési élete
Csíksomlyó az átlag kolostorok felett áll. Kegyeletre gerjeszt, vonzó hatást gyakorol, benső indításra kelt puszta létében is. Százezrekre gyakorol élő benyomást ösztönösen érzett erejével is. Mérhetetlen egyedi és kizárólagos közös értékeket hordoz Csíksomlyó léte és története magában.

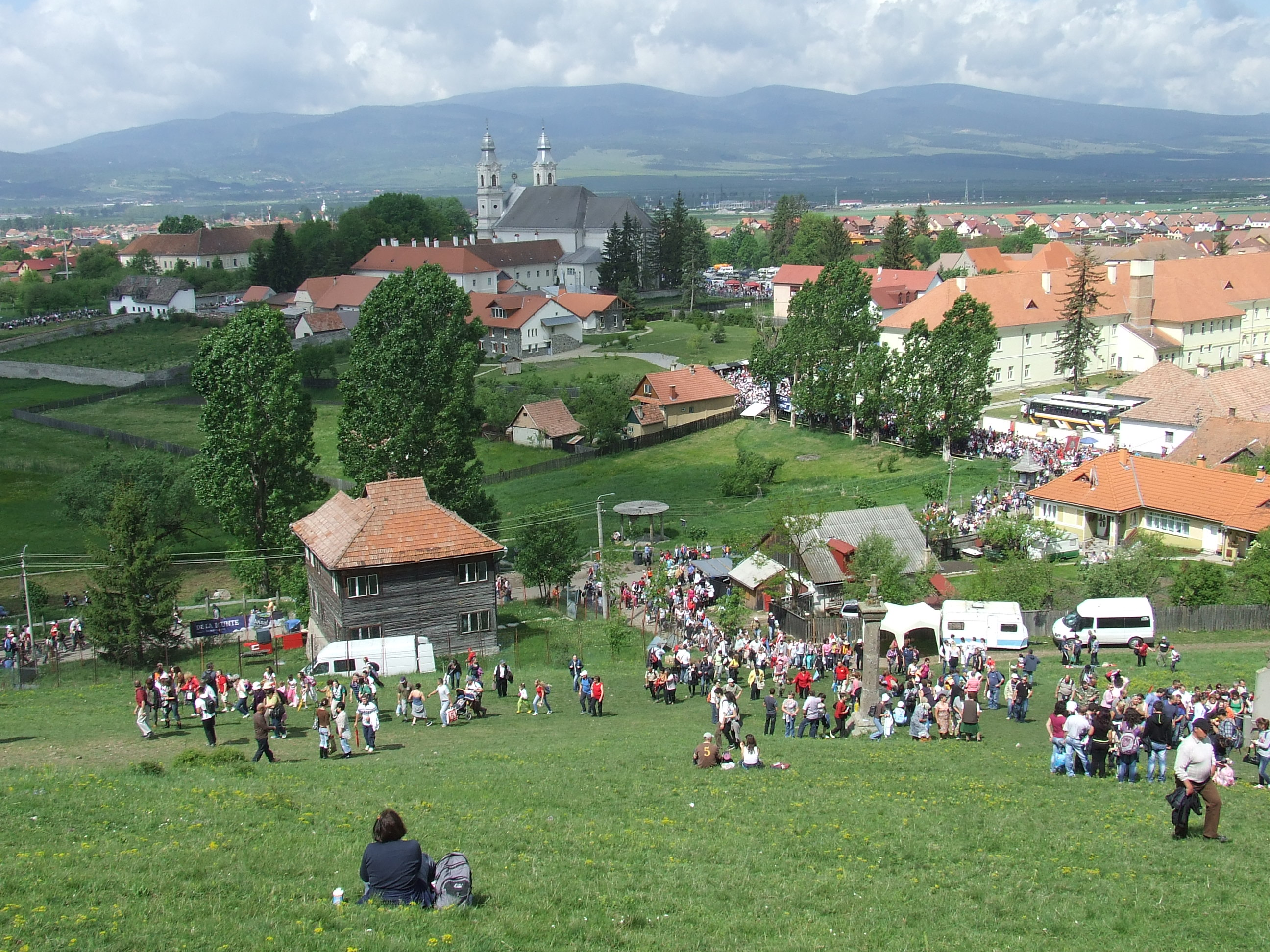
Csíksomlyói pünkösd

A századok folyamán az iskola, a templom és kolostor a katolikus székelyek művelődési, szellemi központja volt. A csíksomlyói ferencrendi szerzetesek a kolostorban kezdettől fogva tanították a nép fiait, először csak alsó fokon, később gimnáziumi szinten.
A Csíksomlyói Római Katolikus Gimnázium első írásos említése 1630-ból való. Az 1661-es tatárdúlás után P. Damokos Kázmér a kolostort és a templomot helyreállíttatta, majd 1667-ben az iskolát is újraalapította.
1720–1784 között játszották a diákok a híres csíksomlyói misztériumdrámákat, erre az időszakra tehető a csíksomlyói iskolai színjátszás virágkora. A tanárok által szerkesztett magyar és latin nyelvű színdarabokat évente felújították és húsvétkor valamint pünkösd ünnepén vagy Szent Antal napján mutatták be. Ez jelentette Székelyföldön a színjátszás kezdeteit.
Az iskolai színjátszás hozzájárult a gimnáziumi oktatás színvonalának emeléséhez, ugyanakkor kulturális feladatokat is ellátott. Az iskoladrámák bemutatásának missziós jellege is volt, nagy tömegeket vonzott Csíksomlyóra, az élmény és az ünnepi találkozás erősítette a katolikus székelység közösségi, összetartozási érzését.
A Páduai Szent Antal-Társulat, Losteiner Leonárd szerint 1720-ban kezdte meg tevékenységét. A csíksomlyói ifjúság 1741-től kezdődően Szent Antal napját megelőző kilenc kedden körmenetben ment ki a Kissomlyó-hegyén lévő Szent Antal-kápolnához.
Az 1730-ban alapított Mária Társulat Szűz Mária tiszteletében nevelte a diákokat, szorgalmazta a színdarabok előadását ugyanakkor a könyvtár gazdag állománya is a tanuló ifjúság rendelkezésére állt. A diákok életében kiemelkedő szerepet betöltő társulat a vallásos nevelés mellett az anyanyelv ápolását is biztosította. Bándi Vazul a gimnázium egykori igazgatója a Csíksomlyói Római Katolikus Főgimnázium története című könyvében többek között arról is beszámol, hogy: „…a csíksomlyói gimnáziumban magyar nyelven színjátékok adattak elé. Ezen játékokat a Mária Társulat hévvel karolta föl, színházat épített a magyarul előadni szokott játékok számára is, melyek a tanuló ifjúság művelődésén kívül az érdeklődő vidék nyelvtisztaságának emelésére szolgáltak.”
1725–1785 között Csíksomlyón szeminárium létesült Lukács Mihály csíki esperes, kozmási plébános adományából.
1858-ban P. Simon Jukundián, több közismert egyházi ének szerzője, Csíksomlyón kántor- és tanítóképzőt alapított, amelynek 25 évig volt igazgatója. A Haynald Lajos erdélyi püspök támogatásával létrejött képzőben tanultak a 19. század második felének és a 20. század első felének jól képzett kántortanítói.
A gimnáziumot 1911-ben a ferencesek átadták az egyházmegyének. A Csíkszeredába költöztetett középiskola 1948-ig működött mint római katolikus gimnázium.
A ferencesek 1675-ben nyomdát alapítottak. A barátok sajtója fontos művelődéstörténeti tényezőt jelentett a székelyföldi és a moldvai katolikusok számára. A 17. század végén és a 18. század elején, 1725-ig a kolozsvári jezsuita akadémia nyomda létesítéséig, a csíksomlyói műhely volt az egyetlen erdélyi katolikus nyomda. Alapítását az egyetemes műveltségű tudós szerzetes, P. Kájoni János szorgalmazta. A nyomda első terméke Kájoni Cantionale Catholicum című latin-magyar nyelvű egyházi énekeskönyve 1676-ban jelent meg. A befejező részben a szerző nagyon szépen fogalmazta meg a könyv megjelentetésének célját:
„Édes Hazámnak akartam szolgálni, és másoknak is alkalmatosságot e kis munkámmal adni, hogy akadály nélkül dicsérhessék az Istent”.
Énekeskönyvét a Székelyföldön valamint Moldvában is használták és használják a katolikusok, amelyet népszerűségének köszönhetően többször is kiadtak a csíksomlyói nyomdában: 1719, 1805, és 1806-ban. A csíksomlyói ferences nyomda alapításától kezdve nagy hatással volt a székelység művelődési-szellemi életére, mivel nagyobbrészt egyházi műveket jelentettek meg: énekeskönyveket, kalendáriumokat, rendszabályokat, prédikációkat, imádságokat, ferences szerzők műveit, búcsús és társulati kiadványokat. Nyomtattak latin és magyar nyelvű tankönyveket a csíksomlyói és más katolikus iskolák részére, valamint történelmi, szépirodalmi, filozófiai és jogi munkákat is.

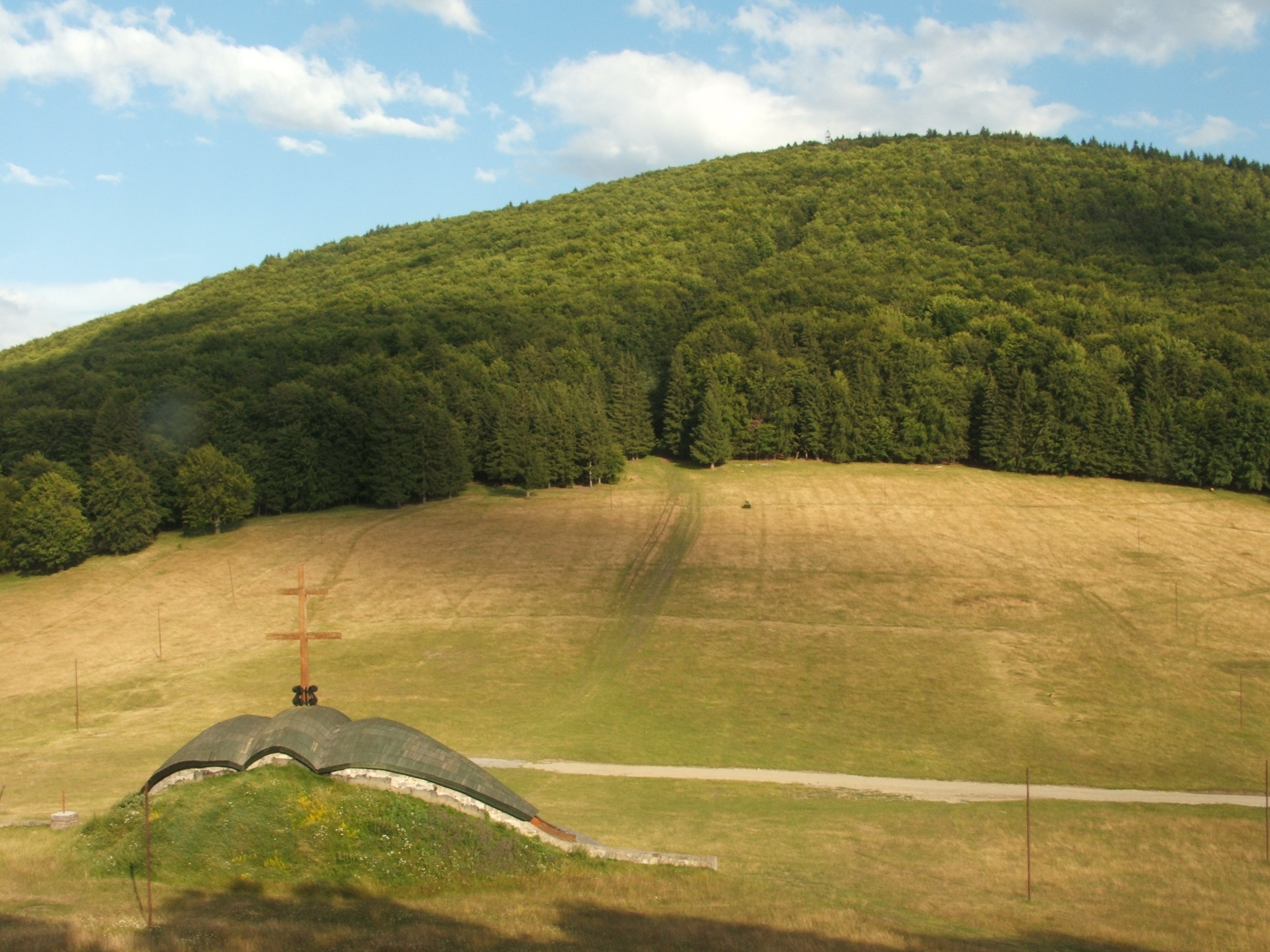
A Kissomlyó és a Nagysomlyó közötti nyereg, a búcsú helyszíne

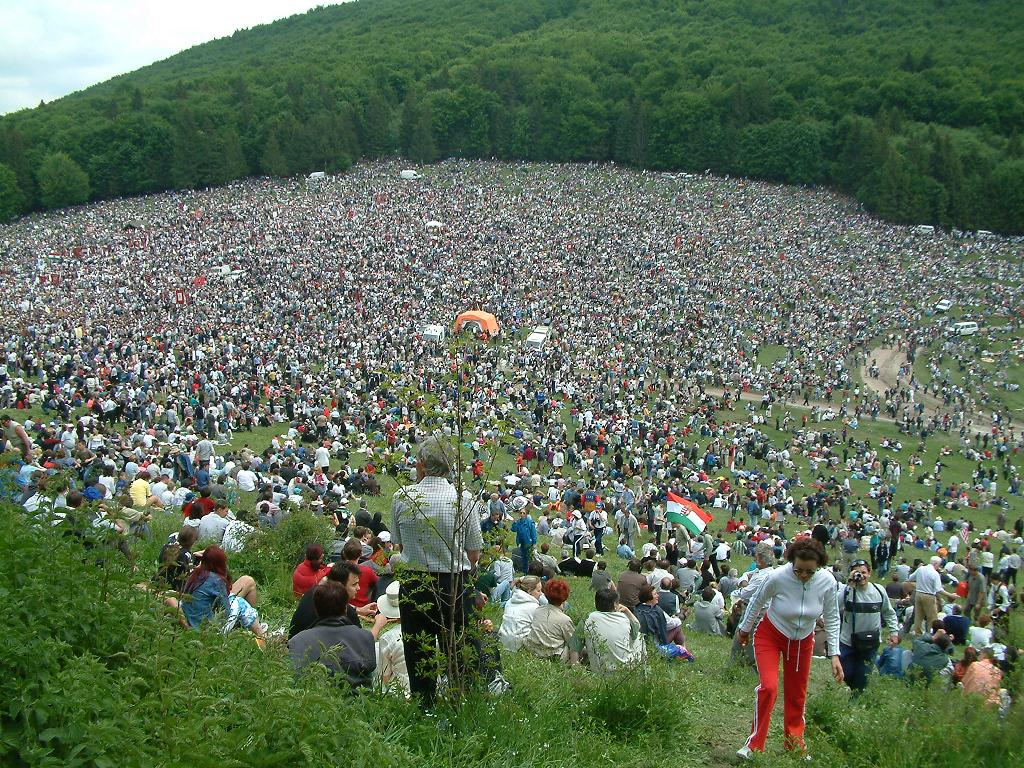
Zarándokok tömege a pünkösdi csíksomlyói búcsún

A magyar szabadságharc idején, 1849-ben, itt nyomtatták a Hadi Lapot és itt készült több forradalmi kiáltvány.
A 17–18. században a nyomda mellett könyvkötő műhely is működött. Itt kötötték be a nyomda termékeit, és újították fel a könyvtár egyes köteteit, ugyanakkor külső megrendelésre is dolgoztak. A bőrkötéseket általában vaknyomásos technikával díszítették, de aranyozást is alkalmaztak.
A letűnt századok alatt nagy gonddal, sok fáradsággal a ferences barátok Csíksomlyón több ezer kötetes könyvtárat hoztak létre. A 15. században létesült könyvtár Erdély egyik legértékesebb és leggazdagabb egyházi gyűjteménye volt. A fennmaradt csaknem 120 ősnyomtatvány, a festett pergamenkódexek, a 16–17. századi könyvritkaságok, a számos nagy becsű régi magyar nyomtatvány és a kéziratos kötetek jelentik a gyűjtemény értékét.
Az egykori csíksomlyói ferences könyvtár állományához tartozott a Kájoni Kódex kéziratos gyűjtemény, amely a 17. századi erdélyi zenetörténet fontos forrása.
Az erdélyi középkori római katolikus egyházi könyvtárak közül egyedül a csíksomlyói könyvesház élte túl a reformációt. A könyvtár az 1635-ben létesített mikházi gyűjteménnyel együtt a protestáns fejedelemség idején menedékhelye volt az erdélyi katolikusok és a moldvai csángók könyvörökségének. A székelyföldi könyvkultúránknak ez a ma legrégibb és legjellegzetesebb könyvtári műemléke a Csíki Székely Múzeumban található.
A 16-17. században a kolostor mellett képíró (képfestő) műhely is működött.
A ferences szerzetesek őrködtek a vallás, a hit felett, vigyázták a kereszténységet és a magyarságot, hiszen évszázadokon keresztül ez a két fogalom egyet jelentett. Nagyon találóan fogalmazta meg P. Benedek Fidél:
Világítótoronyként állott a csíki székelységnek, a papságnak a szellem és hit védelmében.
A rendkívül értékes könyvtár, a könyvnyomtatás, a könyvkötő- és képíró műhely, a Római Katolikus Gimnázium a ferencrendiek kolostorát, Csíksomlyót híres keresztény művelődési központtá tette.

## Híres emberek
- Itt született 1847-ben Bochkor Károly jogász, politikus, egyetemi tanár, állami számviteli szakíró.
- Itt született 1901-ben Domokos Pál Péter tanár, néprajzkutató, zenetörténész, író, a csángók kutatója.
- Itt született 1927-ben Fodor Sándor író.
- Itt tevékenykedett P. Damokos Kázmér ferences rendi szerzetes, csíksomlyói házfőnök, a gyulafehérvári egyházmegye püspöke, Erdély apostoli helynöke, a katolikus egyház megerősítője.
- Itt tevékenykedett P. Kájoni János ferences rendi szerzetes, építész, zeneszerző, orgonista, orgonakészítő, nyomdász, történetíró, botanikus.
- Itt tevékenykedett P. Écsy László János ferences rendi szerzetes, csíksomlyói házfőnök, tartományfőnök.
- Itt született, illetve élt Tamás Imre és Tamás Dezső, a Szoboszlay Aladár vezette mozgalom kivégzett vértanú résztvevői.